# Степное Яниково
Степно́е Я́никово (чув. Янкасси) — деревня в Комсомольском районе Чувашской Республики. Входит в состав Полевосундырского сельского поселения.

## География
Находится в юго-восточной части Чувашии, на расстоянии приблизительно 14 км на юго-восток по прямой от районного центра села Комсомольское на левом берегу реки Малая Була.

## История
Известна с 1721 года, когда здесь отмечено было 73 жителя мужского пола. В 1897 году было учтено 277 жителей, в 1926 — 79 дворов и 431 житель, в 1939—542 жителя, в 1979—469. В 2002 году было 85 дворов, в 2010 — 79 домохозяйств. В 1931 году был образован колхоз им. Будённого, в 2010 году действовал филиал государственного учреждения «Госсорткомиссия».

## Население
Постоянное население составляло 273 человека (чуваши 99 %) в 2002 году, 274 в 2010.